# هیکاک (فیلم ۲۰۱۷)
هیکاک (به انگلیسی: Hickok) یک فیلم وسترن آمریکایی محصول سال ۲۰۱۷ به کارگردانی تیموتی وودوارد جونیور با بازی لوک همسورث در نقش وایلد بیل هیکاک و کایوی لیمن-مرسرو در نقش جان وسلی هاردین است.

## داستان
کلانتر و تفنگ‌دار افسانه‌ای بیل هیکاک ماجراجو وظیفه دارد تا گاوهای وحشی شهر را رام کند. او همچنین به خاطر ایجاد امنیت و عدالت بسیار مشهور می‌شود، تا اینکه یک تفنگ‌دار شرور که سریع‌ترین هفت‌تیرکش غرب است او را به مبارزه می‌طلبد و…